# 雷山角蟾
雷山角蟾（学名：Boulenophrys leishanensis ），一种于中华人民共和国贵州省雷山县雷公山地区发现的两栖动物，隶属于角蟾科布角蟾属。其种加词“leishanensis”意为“贵州省雷山县的”。

## 形态特征
雷山角蟾体型较小，雄蟾体长30.4～38.7毫米，雌蟾体长42.3毫米左右。身体背部皮肤粗糙，一般呈橄榄色，眶间具有褐色三角形斑纹，背部具有“X”形细肤棱，两侧有不完整的肤棱。喉、胸部皮肤为深红色，上有深色不规则斑点，腹后部皮肤浅灰色；四肢腹面为浅灰色，上有白色细小斑点。

## 保护
本种于2023年被收录入《有重要生态、科学、社会价值的陆生野生动物名录》。